# Acromastigum moratii
Acromastigum moratii là một loài Rêu trong họ Lepidoziaceae. Loài này được N. Kitag. mô tả khoa học đầu tiên năm 1985.